# 前693年
| 千纪： | 前1千纪 |
| 世纪： | 前8世纪 \| 前7世纪 \| 前6世纪 |
| 年代： | 前720年代 \| 前710年代 \| 前700年代 \| 前690年代 \| 前680年代 \| 前670年代 \| 前660年代 |
| 年份： | 前698年 \| 前697年 \| 前696年 \| 前695年 \| 前694年 \| 前693年 \| 前692年 \| 前691年 \| 前690年 \| 前689年 \| 前688年                                                                                              |
| 纪年： | 丙戌年（鼠年）；周莊王四年；魯莊公元年；秦武公五年；陳莊公七年；蔡哀侯二年；郑子婴元年；宋莊公十八年；楚武王四十八年；齊襄公五年；晉侯緡十四年；曲沃武公二十三年；燕桓侯五年；衛黔牟四年；曹莊公九年；杞靖公十一年 |

## 大事记
- 齊滅紀之戰，齐师迁（今山东省寿光东南）之鄑（进昌邑西北）、郱、郚（皆在今临朐东南）三邑之民而取其地。
- 巴比伦被亚述國王辛那赫里布摧毁。辛那赫里布此後一路向北進攻，夺取了幼发拉底河沿岸的各个城市。